# Lo que necesitas es amor
Lo que necesitas es amor va ser un programa de televisió espanyol, que es va emetre per Antena 3 entre 1993 i 1999.

## Format
Es tratava d'una combinació de talk show i reality show, en el qual es pretenia la unió o reconciliació de parelles. Persones anònimes, obstinades a aconseguir o recuperar l'amor d'una parella es dirigien al programa, que, mitjançant una Caravana de l'amor, es posava en contacte amb l'altra persona. Aquesta era convidada al plató on es trobava amb el seu pretendent.

## Història
En la seva primera etapa, 1993-1994, l'espai va ser conduït per la periodista Isabel Gemio, amb la col·laboració, en labors d' hostesso de Jaime Bores, amb notables índexs d'audiència.
Després de la marxa de Gemio, el 25 de setembre de 1994, Jesús Puente, procedent de Telecinco, s'estrenava com a presentador del programa. Puente va continuar al capdavant del mateix durant quatre temporades, fins a 1998. Puente va mantenir i fins i tot va incrementar els índexs d'audiència de la seva predecessora, superant àmpliament els 6 milions d'espectadors, aconseguint quotes de pantalla del 40%, que es va convertir en líder indiscutible en la nit dels diumenges.
A l'última temporada, des del 20 de setembre de 1998, Pedro Rollán es va fer càrrec de la presentació, assistit per Óscar Martínez i Pilar Rubio. Durant aquesta etapa es va produir un dels incidents més luctuosos en la història del programa quan un home va apunyalar a la seva esposa perquè aquesta es va negar a acudir al programa.
Malgrat que els índexs d'audiència es van mantenir en la forqueta del 23%, l'espai va ser finalment retirat en la primavera de 1999.
El grup Mamá Ladilla, al seu àlbum Requesound (1999), dedicà una cançó al programa titulant-la "Lo que necesitas es un buen bofetón".

## Premis
Isabel Gemio va obtenir el Premi TP d'Or, corresponent a 1994, en la categoria de Millor presentadora gràcies a la seva labor al capdavant del programa. Un any després l'espai va estar nominat als mateixos guardons en la categoria de Millor Magazine.